# Lazuri, Bihor
Lazuri  Mázak) este un sat în comuna Roșia din județul Bihor, Crișana, România.

## Monument negăsit
Fosta biserică "Sf. Nicolae" din satul Lazuri este înscrisă pe "Lista monumentelor istorice dispărute", elaborată de Ministerul Culturii și Cultelor în anul 2004 (datare: sec. XVIII, cod 05B0155).